# Henri de Nassau-Ouwerkerk
Pour les articles homonymes, voir Ouwerkerk (homonymie).
Henri de Nassau-Ouwerkerk (La Haye le 16 décembre 1640 † Roulers, le 18 octobre 1708), seigneur d'Ouwerkerk et Woudenberg, était un général hollandais qui joua un rôle de premier plan lors de la Glorieuse Révolution. Il anglicisa son nom en « Henry Overkirk » (1690).

## Biographie
Fils de Louis de Nassau-Beverweerd, lui-même bâtard du stathouder Maurice de Nassau, Henri de Nassau faisait partie des partisans de Guillaume III (époux de Marie II d'Angleterre) à la succession de la couronne d'Angleterre, et le seconda dans ses campagnes militaires en tant que chef de cavalerie pendant la Glorieuse Révolution. Devenu citoyen anglais en 1689, en même temps que d'autre partisans de Guillaume III, il se vit attribuer par le nouveau souverain d'Angleterre le 10 Downing Street, qu'on appelait à l'époque l'hôtel Overkirk.
Overkirk fut le premier des généraux hollandais à obtenir la distinction de « Field Marshal » en avril 1704. Toutefois, compte tenu de l'allégeance faite par la Hollande à l'Angleterre, c'est le duc de Marlborough qui devint le généralissime des forces anglo-hollandaises lors des opérations combinées sur le continent contre la France. Overkirk n'eut véritablement le commandement complet que lors de la défense des Pays-Bas (1704, 1705).
Il contracta une fièvre au cours du siège de Lille qui suivit la victoire d'Audenarde (juillet 1708) et mourut quatre jours plus tard au camp des coalisés à Roulers.

## État de services
- 1674 : bataille de Seneffe.
- 1678 : bataille de Saint-Denis, où il sauva la vie de Guillaume III.
- 1693 : bataille de Neerwinden.
- 1705 : commandant des armées néerlandaises lors de l'invasion du Brabant.
- 1706 : commande l'aile gauche des armées coalisées à la bataille de Ramillies, et fait l'ouverture.
- 1706 : siège d'Ostende
- 1708 : commande l'aile gauche des armées coalisées à la bataille d'Audenarde.